# NGC 2884
NGC 2884 este o galaxie lenticulară situată în constelația Hidra. A fost descoperită în 27 februarie 1865 de către Heinrich Louis d'Arrest. Se află la o distanță de 57,02 de megaparseci de Pământ.